# Lijst van voetbalinterlands Angola - Zambia (vrouwen)
Deze lijst van voetbalinterlands is een overzicht van alle officiële voetbalinterlands tussen de nationale vrouwenteams van Angola en Zambia. De landen hebben tot nu toe vier keer tegen elkaar gespeeld. 

## Wedstrijden
| № | Plaats         | Datum            | Competitie                                | Wedstrijd       | Uitslag |
| - | -------------- | ---------------- | ----------------------------------------- | --------------- | ------- |
| 1 | Soweto         | 8 oktober 2023   | COSAFA Women's Cup 2023                   | Zambia − Angola | 3 − 1   |
| 2 | Luanda         | 29 november 2023 | Afrikaans kampioenschap 2024 kwalificatie | Angola − Zambia | 0 − 6   |
| 3 | Ndola          | 5 december 2023  | Afrikaans kampioenschap 2024 kwalificatie | Zambia − Angola | 6 − 0   |
| 4 | Port Elizabeth | 23 oktober 2024  | COSAFA Women's Championship 2024          | Zambia − Angola | 3 − 0   |

## Samenvatting
| Competitie                           | Totaal gespeeld | Winst Angola | Gelijk | Winst Zambia | Doelsaldo Angola – Zambia |
| ------------------------------------ | --------------- | ------------ | ------ | ------------ | ------------------------- |
| Afrikaans kampioenschap kwalificatie | 2               | 0            | 0      | 2            | 0 − 12                    |
| COSAFA Women's Cup                   | 2               | 0            | 0      | 2            | 1 − 6                     |
| Totaal                               | 4               | 0            | 0      | 4            | 1 − 18                    |